# Bora-Argon 18/Saison 2016
Diese Liste beschreibt die Mannschaft und die Erfolge des Radsportteams Bora-Argon 18 in der Saison 2016.

## Erfolge in der UCI Europe Tour
In der Saison 2016 gelangen dem Team nachstehende Erfolge in der UCI Europe Tour.
| Datum         | Rennen                             | Kat. | Fahrer              |
| ------------- | ---------------------------------- | ---- | ------------------- |
| 26. März      | 1. Etappe Critérium International  | 2.HC | Sam Bennett         |
| 4. Mai        | 1. Etappe Tour d’Azerbaïdjan       | 2.1  | Phil Bauhaus        |
| 8. Mai        | 5. Etappe Tour d’Azerbaïdjan       | 2.1  | Michael Schwarzmann |
| 17. Juni      | 2. Etappe Oberösterreich-Rundfahrt | 2.2  | Phil Bauhaus        |
| 19. Juni      | 4. Etappe Oberösterreich-Rundfahrt | 2.2  | Lukas Pöstlberger   |
| 31. Juli      | 5. Etappe Dänemark-Rundfahrt       | 2.HC | Phil Bauhaus        |
| 31. Juli      | Rad am Ring                        | 1.1  | Paul Voß            |
| 21. September | 2. Etappe Giro della Toscana       | 2.1  | Sam Bennett         |
| 6. Oktober    | Paris–Bourges                      | 1.1  | Sam Bennett         |

## Erfolge in den Nationalen Straßen-Radsportmeisterschaften
In den Rennen der Nationalen Straßen-Radsportmeisterschaften 2016 konnte das Team nachstehende Titel erringen.
| Datum    | Rennen                                       | Sieger      |
| -------- | -------------------------------------------- | ----------- |
| 26. Juni | Portugiesische Meisterschaft – Straßenrennen | José Mendes |

## Zugänge – Abgänge
| Zugänge           | Team 2015                    | Abgänge           | Team 2016                    |
| ----------------- | ---------------------------- | ----------------- | ---------------------------- |
| Silvio Herklotz   | Team Stölting                | Daniel Schorn     | Team Felbermayr Simplon Wels |
| Rüdiger Selig     | Team Katusha                 | Björn Thurau      | Wanty-Groupe Gobert          |
| Lukas Pöstlberger | Tirol Cycling Team           | Cristiano Salerno | Laufbahn beendet             |
| Gregor Mühlberger | Team Felbermayr Simplon Wels |                   |                              |

## Mannschaft
| Teamkader 2016                                             | Teamkader 2016     | Teamkader 2016         | Teamkader 2016                             |
| Name                                                       | Geburtsdatum       | Land                   | Vorheriges Team                            |
| ---------------------------------------------------------- | ------------------ | ---------------------- | ------------------------------------------ |
| Shane Archbold                                             | 2. Februar 1989    | Neuseeland             | An Post-ChainReaction (2014)               |
| Jan Bárta                                                  | 7. Dezember 1984   | Tschechien             | KTM-Junkers (2009)                         |
| Phil Bauhaus                                               | 8. Juli 1994       | Deutschland            | Stölting (2014)                            |
| Cesare Benedetti                                           | 3. August 1987     | Italien                | UC Bergamasca 1902-De Nardi-Colpack (2009) |
| Sam Bennett                                                | 16. Oktober 1990   | Irland                 | An Post-ChainReaction (2013)               |
| Emanuel Buchmann                                           | 18. November 1992  | Deutschland            | Rad-net Rose (2014)                        |
| Zak Dempster                                               | 27. September 1987 | Australien             | Endura Racing (2012)                       |
| Silvio Herklotz                                            | 6. Mai 1994        | Deutschland            | Stölting (2015)                            |
| Bartosz Huzarski                                           | 27. Oktober 1980   | Polen                  | ISD-Neri (2010)                            |
| Patrick Konrad                                             | 13. Oktober 1991   | Österreich             | Gourmetfein Simplon Wels (2014)            |
| Ralf Matzka                                                | 24. August 1989    | Deutschland            | Thüringer Energie Team (2012)              |
| José Mendes                                                | 24. April 1985     | Portugal               | LA Alumínios-Antarte (2012)                |
| Gregor Mühlberger                                          | 4. April 1994      | Österreich             | Felbermayr Simplon Wels (2015)             |
| Dominik Nerz                                               | 25. August 1989    | Deutschland            | BMC Racing Team (2014)                     |
| Christoph Pfingsten                                        | 20. November 1987  | Deutschland            | De Rijke (2014)                            |
| Lukas Pöstlberger                                          | 10. Januar 1992    | Österreich             | Tirol Cycling Team (2015)                  |
| Andreas Schillinger                                        | 13. Juli 1983      | Deutschland            | Nutrixxion Sparkasse (2009)                |
| Michael Schwarzmann                                        | 7. Januar 1991     | Deutschland            |                                            |
| Rüdiger Selig                                              | 19. Februar 1989   | Deutschland            | Katusha (2015)                             |
| Scott Thwaites                                             | 12. Februar 1990   | Vereinigtes Königreich | Endura Racing (2012)                       |
| Paul Voß                                                   | 26. März 1986      | Deutschland            | Endura Racing (2012)                       |
|                                                            |                    |                        |                                            |
| Quellen: ProCyclingStats Cycling Quotient Cycling Archives |                    |                        |                                            |